# Grevillea glabrata
Grevillea glabrata är en tvåhjärtbladig växtart som först beskrevs av John Lindley, och fick sitt nu gällande namn av Meissner. Grevillea glabrata ingår i släktet Grevillea och familjen Proteaceae. Inga underarter finns listade i Catalogue of Life.